# 트롱사현

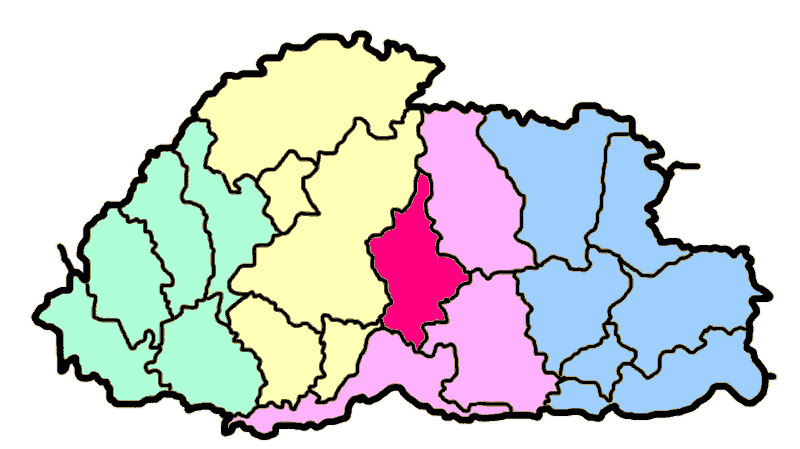
트롱사 현의 위치

트롱사현(종카어: ཀྲོང་གསར་རྫོང་ཁག་)은 부탄을 구성하는 20개 현(종카그) 가운데 하나로, 부탄 정중앙에 위치한다. 현청 소재지는 트롱사이며 면적은 1,815km2, 인구는 13,419명(2005년 기준)이다. 5개 게워그(드라그텡, 코르푸, 랑틸, 누비, 탕십지)를 관할하며 서쪽으로는 왕두에포드랑 현, 동쪽으로는 붐탕 현과 인접해 있고 남쪽으로는 치랑 현, 사르팡 현, 젬강 현과 인접해 있다.

트롱사 현
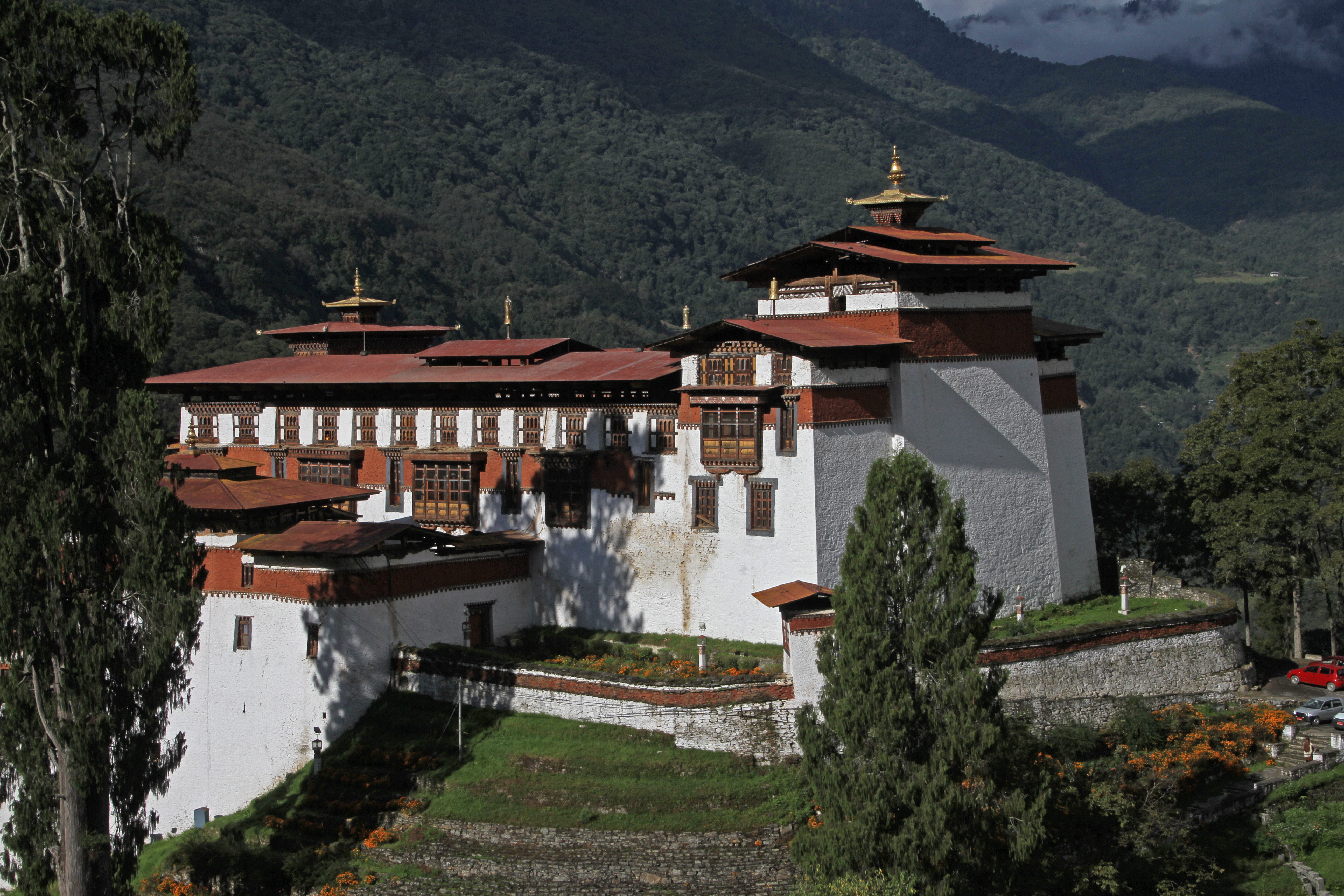
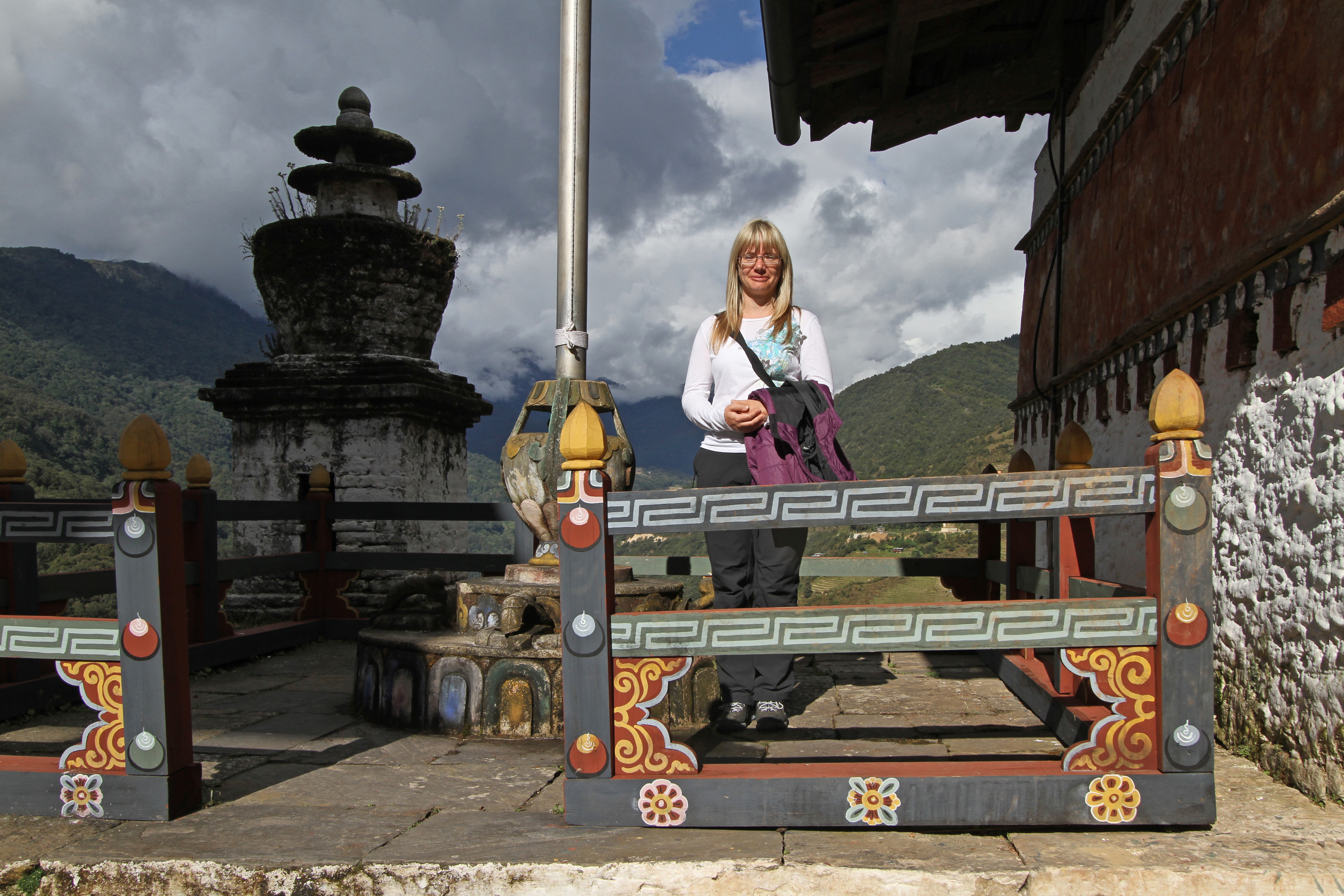
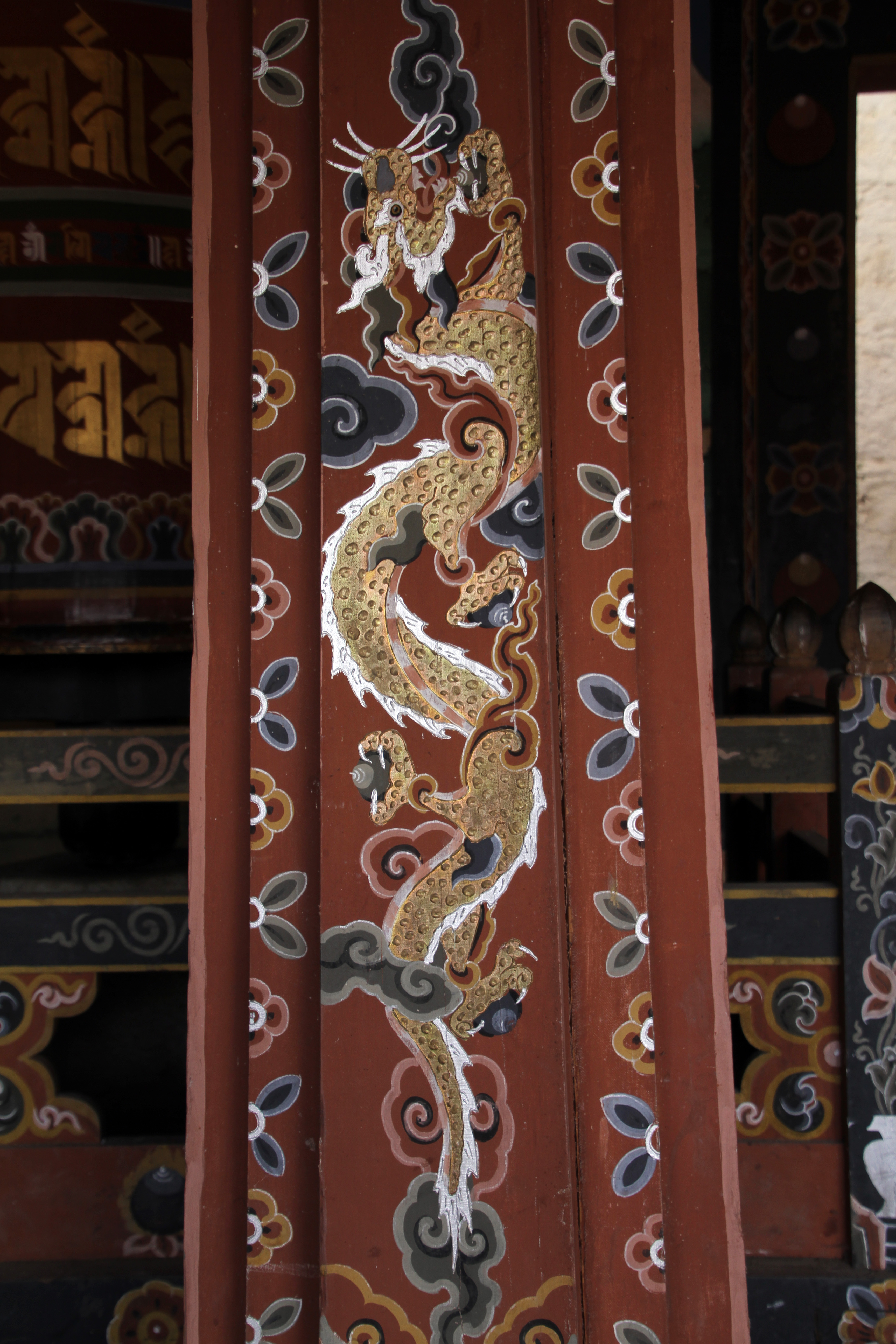
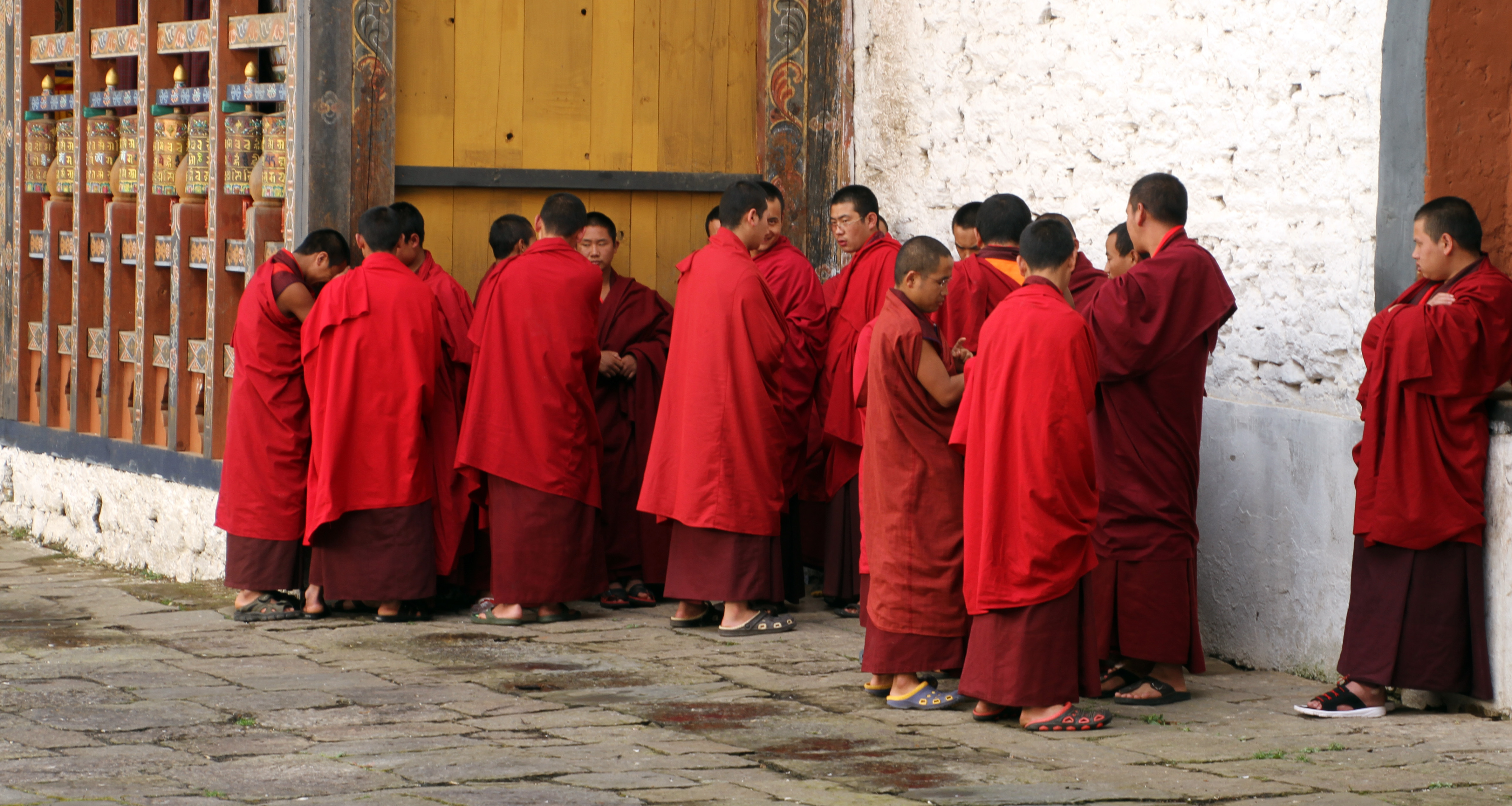
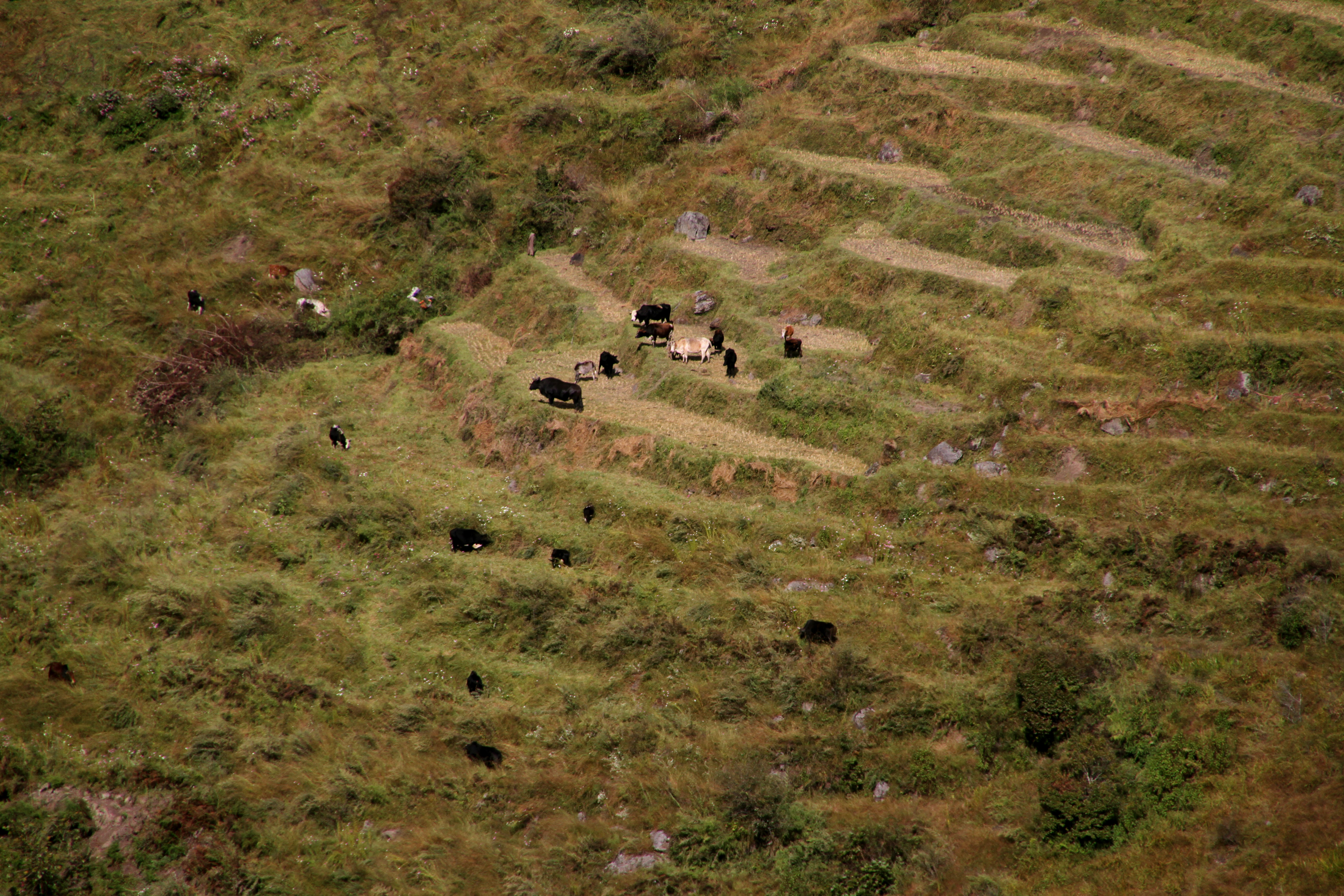
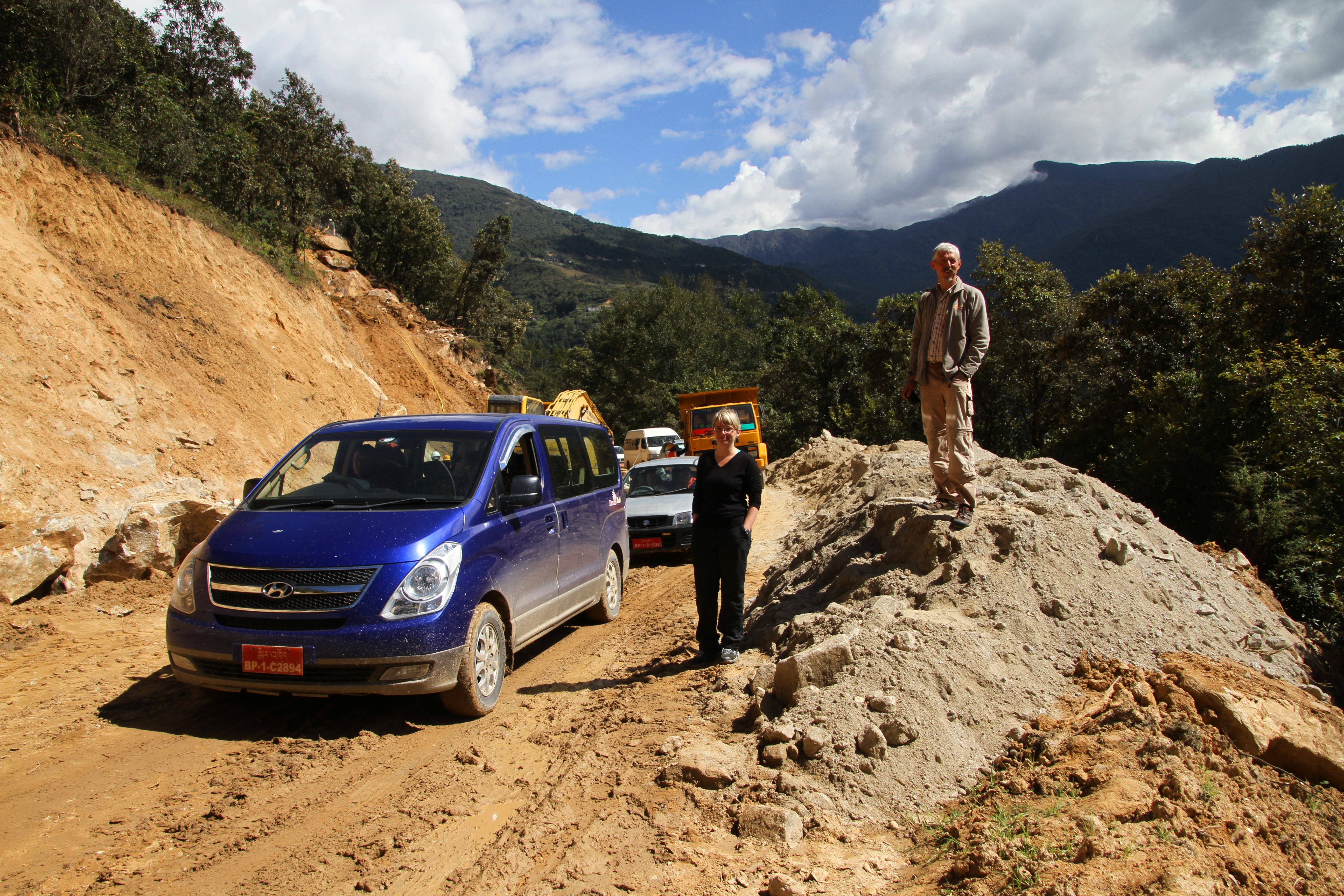
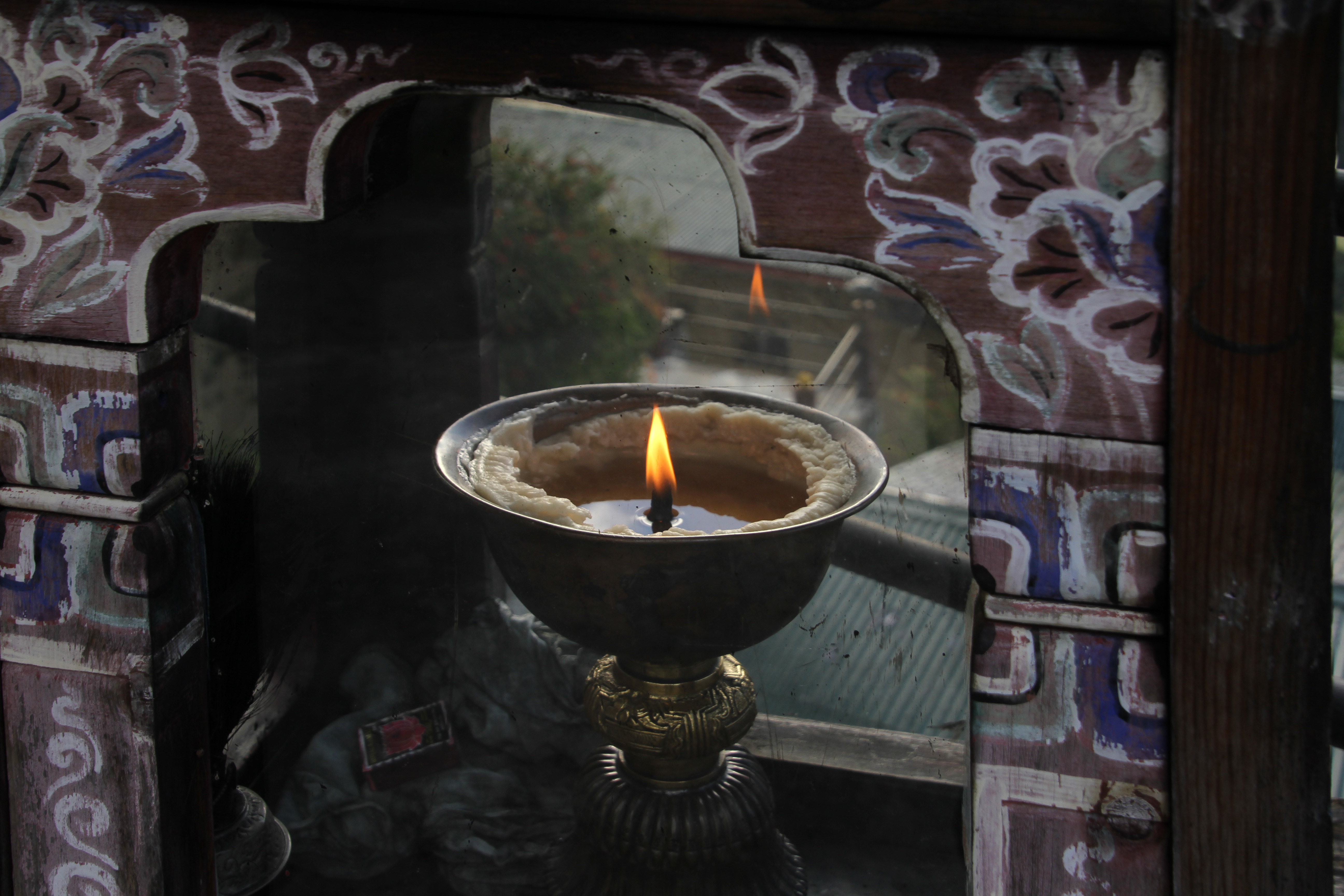

## 같이 보기
- 종카그